# Bunte Erlenblattzikade

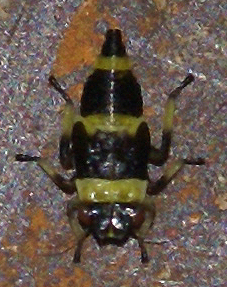
Nymphe der Bunten Erlenblattzikade

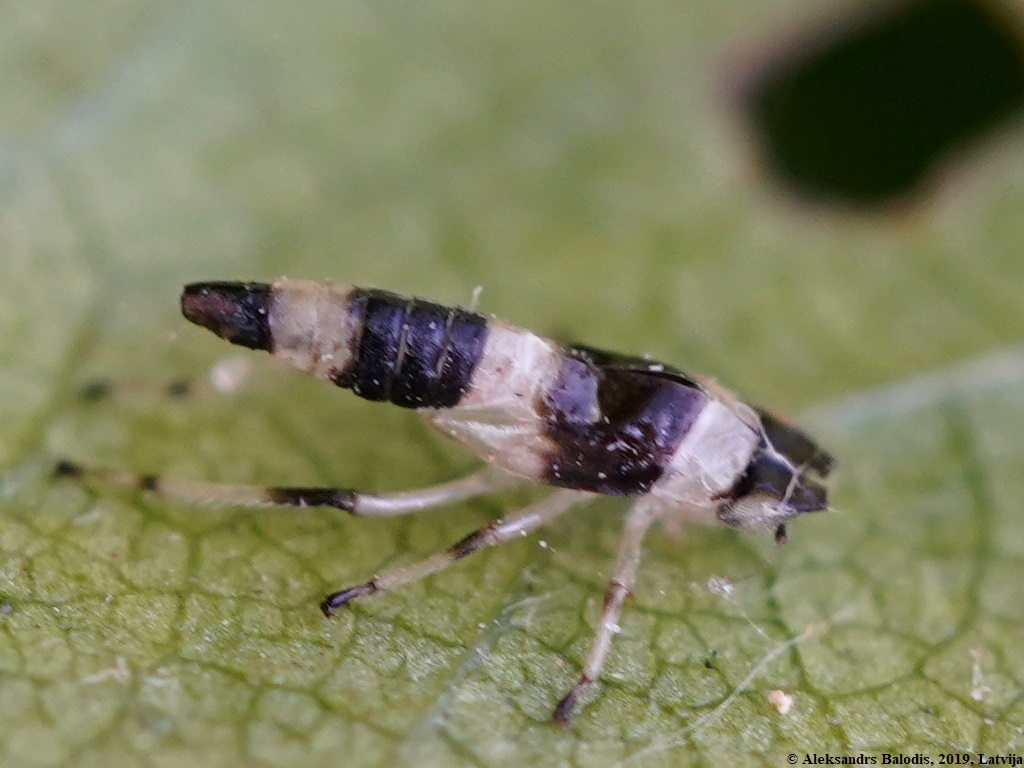
Exuvie der Bunten Erlenblattzikade

Die Bunte Erlenblattzikade (Eupterycyba jucunda) ist eine in Europa beheimatete Art der Zwergzikaden.

## Merkmale
Die Körperlänge beträgt 4–4,5 mm. Auf dem Scheitel befinden sich zwei schwarze Punkte und auf dem Halsschild drei Flecken, von denen der mittlere rautenförmig und die beiden seitlichen rundlich geformt sind. Am Vorderrand des Scutellums befinden sich zwei schwarzen Dreiecke. Die Flügelspitzen sind grau gefärbt. Die schwarzen Musterungen auf dem Scutellum und den Vorderflügeln können manchmal nur schwach ausgeprägt sein. Die Nymphe ist schwarz-gelb gestreift. Die Art gilt als gut erkennbar.

## Verbreitung und Lebensraum
Die Art ist über fast ganz Europa verbreitet. Zahlreiche Nachweise finden sich unter anderem von Großbritannien, aus den südlichen Küstenregionen Norwegens und Schwedens, aus Dänemark, den Niederlanden, Belgien, Deutschland und Frankreich. Die Art ist aber auch über diese Länder hinaus weit verbreitet, fehlt jedoch auf Irland.
Die Art lebt vor allem auf Erlen, aber auch an anderen Stellen in deren Nähe.

## Lebensweise
Die Imagines finden sich von Juli bis Oktober, je nach Region auch nur bis September.

## Taxonomie
Es existieren verschiedene Synonyme der Art. Dazu zählen:
- Eupteryx iucunda Mayr, 1884
- Eupteryx jucundus
- Typhlocyba jacunda Lyle, 1919
- Typhlocyba jucunda
- Typhlocyba zetterstedti Boheman, 1845
- Typhlocyba zetterstedtii Boheman, 1845